# Système de santé de Grèce

Logotype du Ministère de la Santé de Grèce. Il reprend le drapeau grec (croix blanche sur fond bleu) avec le caducée, symbole de la médecine et de la santé dans le monde.

Le système de santé en Grèce consiste en un système de santé universel, basé sur un régime d'assurance national complété par un régime d'assurance privé. Les services de santé sont fournis sur une base cohérente et équitable à tous les citoyens, quel que soit leur statut économique, social et professionnel, par le biais d'un système national de santé unique et décentralisé. Son objectif est de couvrir les besoins médicaux et infirmiers de la population grecque et de ceux résidant en Grèce grâce à la fourniture de services gratuits.
La protection sociale en Grèce s'articule autour de trois grands évènements qui préfigurent le système de santé actuel : en 1922, l'idée d'un régime d'assurance obligatoire apparaît pour la première fois grâce à Elefthérios Venizélos. Dix ans après, la loi de 1932 emploie le terme de « régime universel » destiné à couvrir l'ensemble de la population grecque avec en 1934 la création de l'Institut d'Assurance Sociale (Iδρυμα Κοινωνικών Ασφαλίσεω), fortement développé par Ioánnis Metaxás à la veille de la Seconde Guerre mondiale. Le régime devient universel dans l'après-guerre avec son aboutissement final dans la loi de 1983 présentée par le gouvernement socialiste d'Andréas Papandréou qui complète un régime assurantiel d'un côté par un régime assistanciel de l'autre. La crise économique a eu des conséquences sur le système de santé dont l'équilibre a été sérieusement ébranlé.
Aujourd'hui, le système de santé se divise entre une branche assurantielle, incarnée par l'organisme EΦKA qui a succédé au 1er janvier 2017 à l'IKA ; et une branche assistancielle, avec l'Εθνικό Σύστημα Υγείας, le Système National de Santé.

## Histoire

### Antiquité

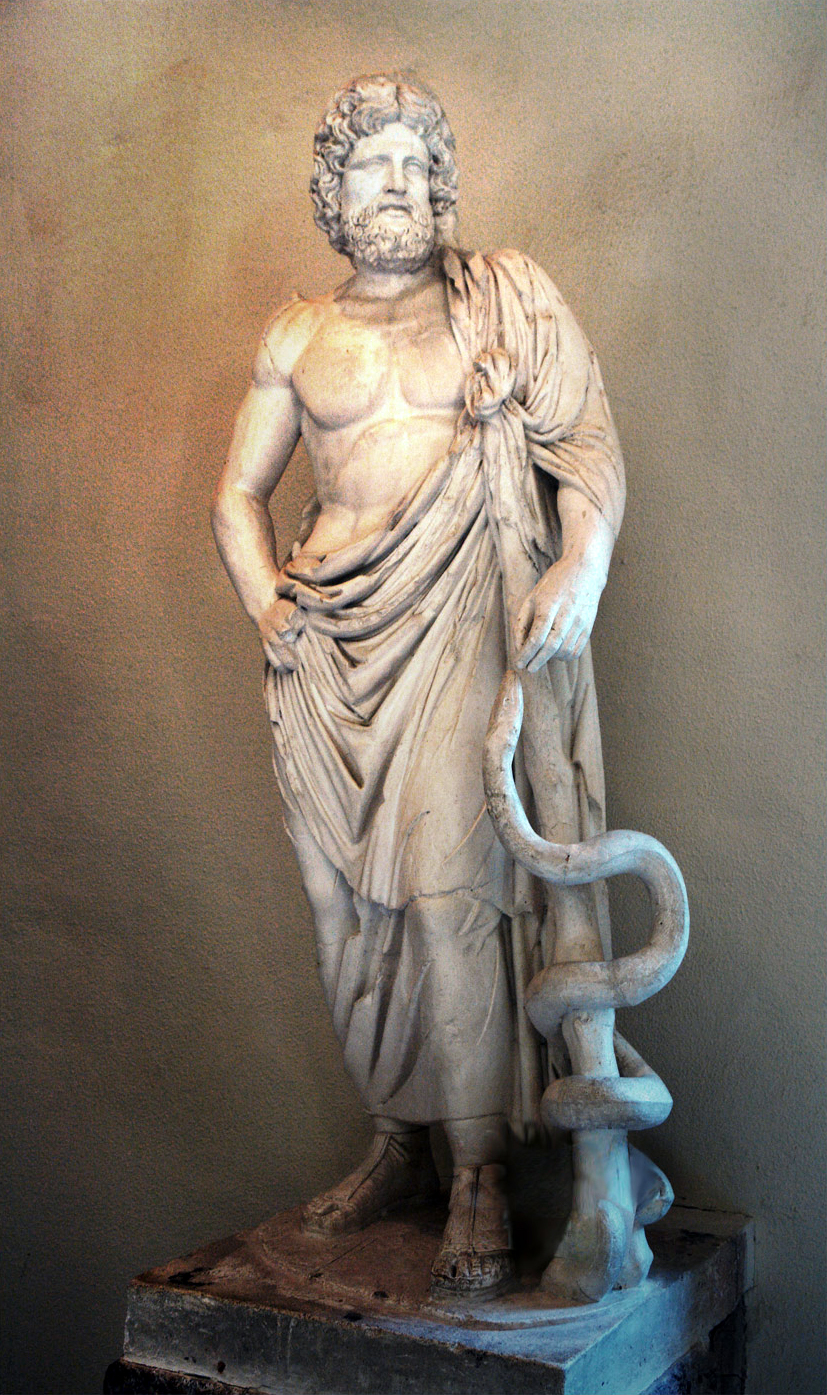
Statue d'Asclépios, dieu de la médecine et de la santé à Épidaure. Son symbole, le serpent s'enroulant autour d'un bâton, est devenu la référence du monde de la santé.

La création d'un système assurantiel remonte à l'établissement des sociétés humaines où il apparut très vite comme nécessaire la mutualisation du risque. Ces fonds communs de placement permettent de couvrir les frais funéraires : en Égypte, à Babylone ainsi qu'en Grèce et à Chypre. Sont créées par les organisations religieuses sans but lucratif des sociétés d'aide ayant pour objet la couverture des frais d'inhumation. À Athènes au VIe siècle av. J.-C., les Lois de Solon reprennent le principe des consortiums d'aide mutuelle et de partage des risques.
Les temples dédiés au dieu de la médecine Asclépios jouaient un rôle d'accueil des malades qui étaient soignés selon les règles de la médecine antique. Ces temples étaient appelés Asklépeion. On ne peut affirmer que les cités grecques offraient à leurs citoyens un accès gratuit à ces soins, mais les travaux archéologiques réalisés sur les ruines de l'Asklépeion de Kos nous permettent d'affirmer que les esclaves et les étrangers pouvaient y bénéficier de soins à condition que quelqu'un puisse payer pour eux.

### Période byzantine
L'Empire romain d'Orient, devenu au Ve siècle « byzantin » est le précurseur du système de santé contemporain. Justinien s'attelle à mettre en place une administration efficace, centralisée et moderne : la première université du monde est créée en 425 au palais de la Magnaure sous le nom d'Université Impériale de Constantinople. L'enseignement de la médecine y occupe une place prééminente et y dispense un enseignement strict basé sur les théories antiques dégagées par Hippocrate et Galien notamment. Un premier hôpital est fondé en Cappadoce à la même époque par Basile de Césarée à la fin du IVe siècle. Il est destiné au traitement des malades, contrairement aux hospices d'Europe occidentale où s'entassent les malades. Les hôpitaux byzantins sont les ancêtres des hôpitaux modernes. Le processus se généralise au VIe siècle et les grandes villes de l'Empire se dotent d'institutions hospitalières du même genre. Les médecins sont diplômés de l'Université à Constantinople et il leur est interdit d'exercer sans ce passage obligatoire. Ainsi, au XIIe siècle, Constantinople possédait deux hôpitaux biens organisés et encadrés par des médecins spécialistes (comprenant des femmes médecins), avec des salles distinctes pour différents types de maladies et des méthodes de traitement formalisées.
À défaut d'être considérés comme intégralement gratuits, les hôpitaux restent accessibles à un grand nombre, l'État byzantin se basant sur des questions de Santé publique (la peste de Justinien a marqué toutes les mémoires par son nombre considérable de victimes et les gouvernements n'entendent pas être débordés de nouveau) et sur la charité de l'Église.

### Grèce indépendante: du corporatisme à l'universalisme

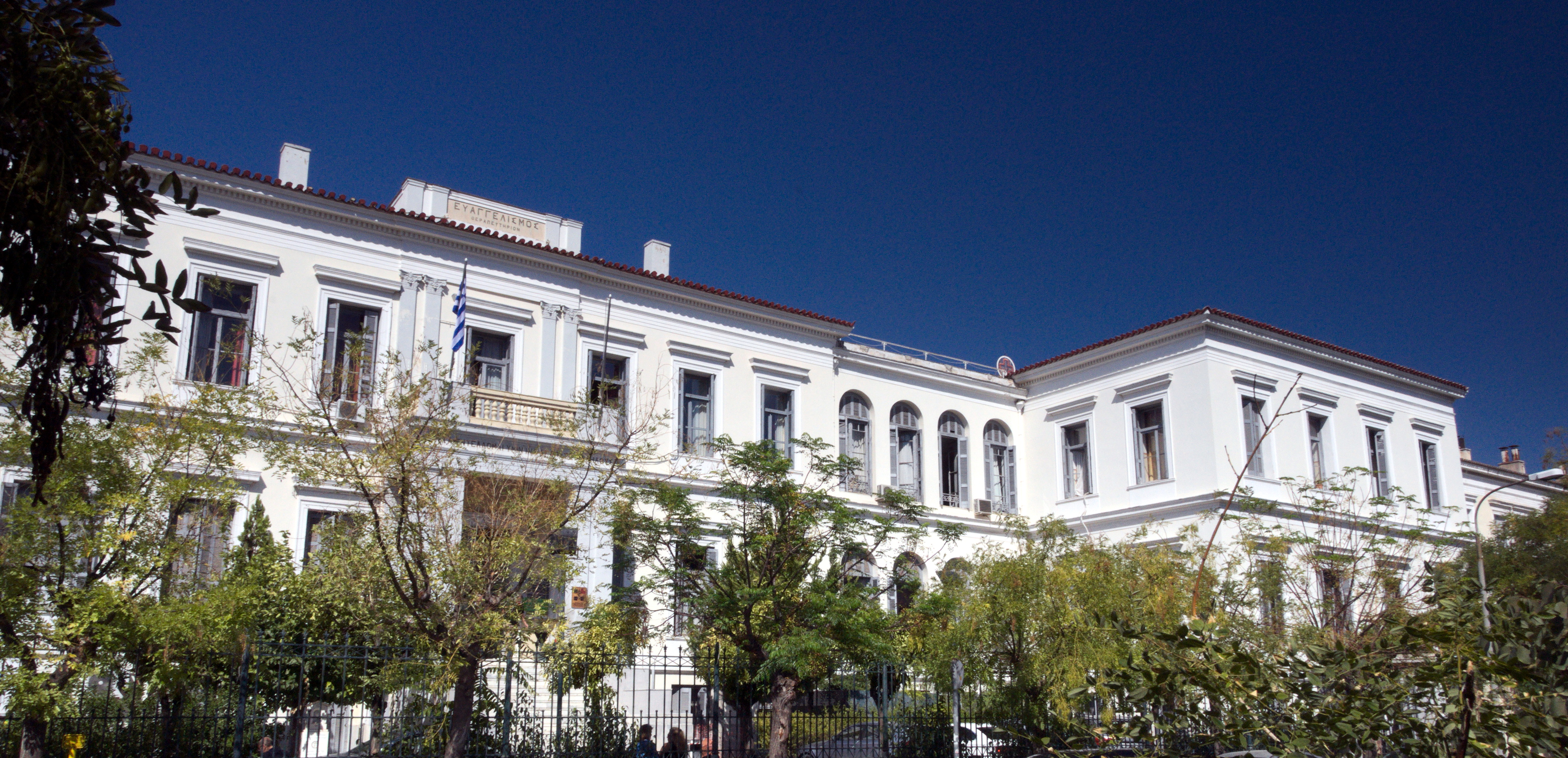
Hôpital Evangelismós, Athènes.

La Grèce nouvellement indépendante constitue son système de santé autour du corporatisme. Cependant, l'État constitue en 1836 un régime d'assurances pour les marins.
En 1881, l'Hôpital Evangelismós d'Athènes est créé sous l'initiative privée de la Reine consort Olga. Il est l'exemple même du régime assistanciel sous la supervision d'acteurs privés.
Lorsque Elefthérios Venizélos arrive au pouvoir en 1909, il se rend compte de l'état très inégal de la répartition des assurances corporatistes : seules les grandes entreprises disposent d'une couverture de risques, plus ou moins bien remboursés. Les travailleurs les plus modestes n'ont souvent pas les moyens de cotiser aux mutuelles qui n'existent, selon les corps de métiers, tout simplement pas. Dès lors, Venizélos cherche à mettre en place un régime qui couvre l'ensemble de la population (non seulement les travailleurs, mais tous ceux qui n'ont pas les moyens ou qui n'ont pas d'emploi, soit une frange non négligeable de la population). En 1917, il crée le ministère du Bien-Être Social, ancêtre de l'actuel ministre de la Santé et des Solidarités, mais échoue à constituer un régime unique de protection sociale face à l'opposition catégorique du patronat. La loi de 1914 (281/1914) adoptée par le parlement grec a une portée bien moins forte que le texte initial : elle encourage la constitution d'associations pour les employés de soutiens mutuels qui recevront un soutien juridique et financier de la part de l'État. Ce soutien vise à couvrir les frais des soins de santé, d'incapacité à travailler et de chômage. En raison de son caractère exclusivement volontaire, la loi échoue à créer un fonds commun à grande échelle.

### Prémices du régime universel (1922 - 1951)

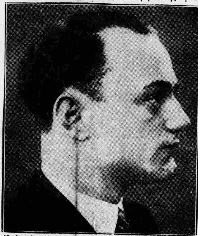
Panagiotis Kanellopoulos contribua, avec Elefthérios Venizélos, à la conception d'un modèle universel de protection sociale.

Sous l'impulsion du Parti communiste créé en 1920 et des ouvriers réunis au sein de la Confédération des Travailleurs de Grèce (GSEE), le Parlement adopte en 1922 les premières grandes mesures sociales avec le gouvernement de Dimítrios Goúnaris (loi 2368/1922). Le texte fixe les conditions de fonctionnement des caisses d'assurance qui deviennent obligatoires pour tous les travailleurs. Les risques d'assurance couverts étaient le décès, la vieillesse, les accidents du travail et l'invalidité (article 1). Chaque corps de métier doit s'organiser pour assurer une protection à l'ensemble des employés. Ces fonds, en vertu de la loi serait sous le contrôle de l'État et à savoir le ministère de l'économie nationale (article 5). Chaque fonds a soumis ses statuts à l'approbation du Ministre pour son fonctionnement (Article 5, paragraphe 2). La loi de 1922 a un caractère obligatoire pour les salariés et les travailleurs d'entreprises : les travailleurs indépendants ne sont pas inclus. La loi de 1922 est bien évidemment perfectible, puisqu'elle échoue à créer une assurance délivrée par l'État lui-même. De surcroît, elle a même un effet inverse puisque les caisses d'assurance se multiplient en grand nombre, fragmentant les fonds d'assurances. Ces fonds sont enfin très disparates et très hétérogènes, et les prises en charge des risques varie du simple au double selon les corps de métier.
Tout au long des années 1930, moult caisses de sécurité sociale voient le jour : les dockers en 1925, les manufactures de tabac en 1926, les douaniers en 1931, les journalistes en 1934, les métallurgistes en 1937...
En 1926, Panagiotis Kanellopoulos, secrétaire général du Ministère de l'Économie Nationale, est chargé par Aléxandros Zaïmis d'élaborer une compagnie d'assurance publique. Le gouvernement d'Elefthérios Venizélos le fait adopter en 1932 par la loi 5733/1932 : l'Institut de l'Assurance Sociale est née (grec moderne : δρυμα Κοινωνικών Ασφαλίσεω, abrégé I. K. A.). Bien que le projet initial fût d'en faire la base d'un régime général, les vicissitudes politiques conduisent les vénizélistes à perdre le pouvoir au profit de la droite conservatrice de Panagis Tsaldaris qui devient Premier ministre de Grèce à la suite de Venizélos entre novembre 1932 et janvier 1933 puis de nouveau à partir de mars 1933. Il suspend l'I. K. A. et présente un programme allégé qui satisfait en partie les attentes de la droite industrielle, inquiète de voir s'installer un régime universel. La loi 6298/1934 comprend un nombre limité de personnes couvertes, les risques sont limités aux accidents violents n'incluant pas la maladie professionnelle. Également, la loi ne fixe aucune modalité quant à la forme des prestations ni de procédure de règlement des litiges. Le chômage n'est pas pris en charge. La loi favorise grandement les grands groupes au détriment des travailleurs à qui l'État ne donne guère de garanties. Si l'I. K. A. demeure chargée des modalités d'application du texte, il ne correspond en rien à ce qu'avaient imaginé Kanellopoulos et Venizélos.
Kanellopoulos est nommé premier directeur de l'I. K. A. en 1934. Néanmoins, il faut du temps pour que l'institution fonctionne véritablement.

#### Régime metaxien et développement de l'Institut de l'Assurance Sociale (IKA)

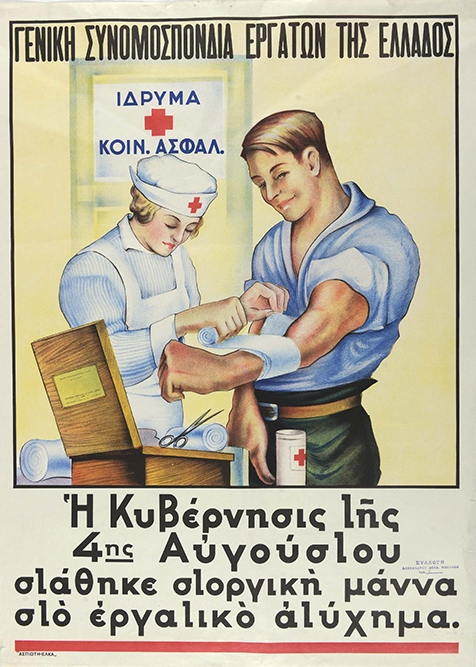
Affiche publicitaire vantant les mérites de l'I. K. A. (1936).

Ioánnis Metaxás accorde une attention toute particulière au développement de l'I. K. A. Les grèves ouvrières de 1936 convainc ce dernier d'étendre le champ de protection initial. Le temps de travail quotidien est abaissé à 8 heures, le dimanche est obligatoirement chômé, les accidents du travail pris en charge sont élargis, les chômeurs reçoivent une aide alimentaire régulière. Des livrets de santé individuels pour les travailleurs sont mis en place. Des cliniques sont construites pour assurer gratuitement les services de maternité et lutter ainsi de manière plus efficace contre les conditions parfois très précaires d'accouchement. Les naissances sont contrôlées par l'État. Les inspections du travail et la médecine du travail veillent au respect des mesures ainsi qu'à la surveillance de la santé des travailleurs. Les congés payés sont institués, les travailleurs disposant de deux semaines de vacances. L'interdiction du travail des mineurs est affirmé et des mesures de répression sont mises en place contre les entreprises ne respectant pas la loi. Pour éradiquer le paludisme, des nouvelles cliniques sont construites à travers tous le pays et ont permis l'hospitalisation de quelque 7 124 enfants. Les cantines scolaires sont imposées en 1937 afin de veiller à l'organisation alimentaire publique. Des repas aux chômeurs sont distribués dans près de quarante-huit villes du pays. En 1938, conscient de la faible quantité du personnel soignant, une école d'Infirmières est créée non loin du Zappéion, au cœur de la cité athénienne.
La politique sociale de Metaxás valut à celui-ci d'être considéré par nombre de Grecs comme le « père » de la sécurité sociale dans le pays, idée encore persistante bien qu'il ne l'eût jamais revendiquée. Il lui revient de l'avoir développée, certes pour des raisons de contrôle liées au caractère autoritaire de son pouvoir.

### Création d'un régime assurantiel universel (1951 - 1983)
La Grèce est sortie exsangue de la Seconde Guerre mondiale et de la Guerre civile entre communistes et royalistes : non seulement son économie a été intégralement détruite par les ravages engendrés mais sa population a diminué considérablement et ses infrastructures sont en ruines. Au sortir de ces deux guerres, la question sociale a évolué et prend une place plus importante : en Angleterre, le Rapport Beveridge a posé les bases de l'État-providence et l'influence des idées socialistes et communistes rendent évident la constitution d'un régime assurantiel universel, qui fait d'ailleurs l'unanimité dans les rangs politiques pour des raisons certes différentes mais à la même finalité (les socialistes et l'ensemble des partis de gauche y voient enfin un régime pour l'ensemble de la population, même les plus défavorisés, tandis que la droite de la Nouvelle Démocratie fonde son idéologie sur la démocratie chrétienne). En 1951, les gouvernements de Sophoklís Venizélos et de Nikolaos Plastiras mettent en œuvre le projet de régime assurantiel universel pour la Grèce.
« La présente loi a pour objet d'assurer à tous les individus une protection égale et complète en ce qui concerne la maladie, la maternité, les accidents de la vie, l'invalidité, le chômage et la vieillesse. »
« Ο παρών νόμος έχει ως σκοπόν την ασφάλισιν των εν τ προσώπων εις περίπτωσιν ασθενείας, μητρότητος, αναπηρίας, ατυχήματος, γήρατος και ανεργίας, ως και των μελών της οικογενείας αυτών, εν περιπτώσει ασθενείας τούτων. »
Article Premier de la loi de 1951 portant sur la création d'un régime de sécurité sociale universel.

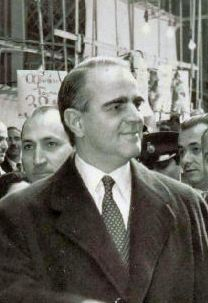
Konstantinos Karamanlis a beaucoup œuvré pour étendre le plus possible la sécurité sociale universelle.

En 1954, l’Organisation du travail chargé de l'emploi et du chômage est créée afin de couvrir et de réguler le chômage et le marché du travail national. En 1958, le gouvernement de Konstantínos Karamanlís introduit un soutien du revenu pour les groupes sociaux vulnérables, les familles d'enfants aveugles notamment qui n'étaient alors nullement considérés.
Le caractère universel du système de santé devient constitutionnel par la Constitution du 9 juin 1975.

### Loi de 1983: logique assistantielle
La loi de 1983 peut être considérée à plus d'un titre comme mur porteur du système social grec. Pour la première fois, la logique d'assistance devient publique et une mission qui est du ressort de l'État. Le projet est porté par le premier cabinet du socialiste (PASOK, gauche socialiste) Andréas Papandréou. Il vise à nationaliser le système de soins qui est divisé en deux catégories :
- Les soins primaires sont confiés aux maisons de santé qui ont la charge des traitements, de la prévention et de la réadaptation.
- Les soins secondaires et tertiaires sont confiés aux hôpitaux en vue de soins plus lourds.

Un système national d'urgence est mis en place : l'Εθνικό Κέντρο Άμεσης Βοήθειας. Il permet d'envoyer du personnel spécialisé sur les lieux d'une situation d'urgence, afin de fournir une assistance immédiate aux victimes et de les transférer vers les établissements de soins les plus proches. Son numéro joignable en permanence est le 166. Depuis la mise en place du numéro d'urgence européen, le 112 permet également de joindre l'aide médicale d'urgence.

### Époque contemporaine

Logotype du nouvel organisme unique chargé de l'assurance publique : l'ΕΦΚΑ.

En 2002, l'Institut d'Assurance Sociale devient l'Institut d'Assurance Sociale - Fonds d'assurance unifié pour les employés : Ίδρυμα Κοινωνικών Ασφαλίσεων - Ενιαίο Ταμείο Ασφάλισης Μισθωτών (ΙΚΑ-ΕΤΑΜ) par la loi 3029/2002.
Au 1er janvier 2017, l'IKA-ETAM devient l'Agence Unique de Sécurité Sociale : Ενιαίος Φορέας Κοινωνικής Ασφάλισης (ΕΦΚΑ). Le nouvel organisme a absorbé toutes les caisses d'assurances
- Institut d'assurance sociale - Caisse unique d'assurance des employés (IKA - ETAM),
- Caisse unifiée d'assurance du personnel des médias (FEDER - PME),
- Fonds unique pour les employés indépendants (BERD),
- Organisation d'assurance indépendante (OAEE),
- Organisation d' assurance agricole (OGA), à l'exclusion du compte rural,
- Caisse de retraite des Maritimes (NAT), y compris la Caisse des plongeurs et la Caisse de chômage des gens de mer (CAAN).
- Caisse d'assurance des employés de banque et des services publics (TAFTEKO).

Les accouchements dans le secteur public sont théoriquement gratuits. Pourtant, face aux coupes budgétaires, la pratique des pots-de-vin s'est généralisée. Il convient de payer pour bénéficier d'une anesthésie péridurale, de médicaments et matériels médicaux et d'une chambre. Un accouchement dans le public coûte ainsi entre 800 et 2 400 euros, contre environ 5 000 euros dans le secteur privé.

## Organisation

### Système public

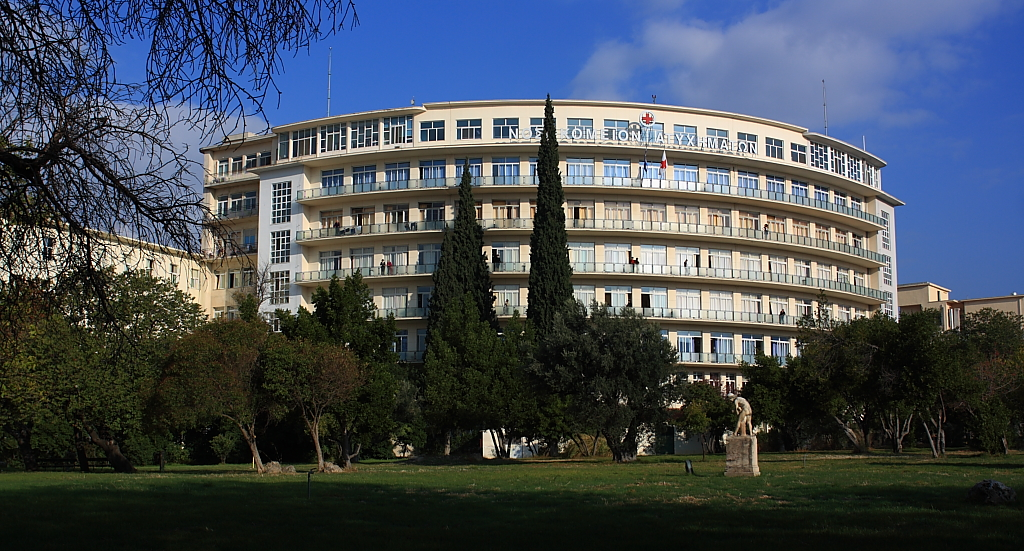
Hôpital Général Universitaire de l'Apôtre Paul, à Kephissia dans l'Attique. C'est l'un des plus grands hôpitaux du pays.

Le système de santé de la Grèce repose sur la participation active de l'État et sur un complément assurantiel dont les prestations sont fournies par des organismes privés. Le système public de sécurité sociale est le principal pilier du modèle grec de protection sociale. Le système public cherche à couvrir les risques encourus par les travailleurs en fournissant des prestations et des services qui compensent la réduction ou la perte de revenus d'emploi. Le système public de santé est constitué autour de deux piliers :
- Un pilier assurantiel : il a longtemps prévalu un système d'assurances obligatoire basé sur les entreprises elles-mêmes qui devaient organiser directement leur système de mutualisation du risque où le gouvernement ne jouait qu'un rôle de régulation et de contrôle (mission de l'I. K. A. comme définie par la loi de 1934). Depuis 1951, l'assurance est publique et universelle (complétée par des acteurs privés). Il incombe à l'ΕΦΚΑ la gestion de toutes les caisses d'assurance depuis le 1er janvier 2017.
- Un pilier assistantiel : l'assistance a longtemps été du ressort d'organismes privés. Aussi, l'Hôpital Evangelismós fonctionna depuis sa fondation en 1881 par la reine Olga sur ce modèle jusqu'à la nationalisation des hôpitaux. La loi de 1983 crée véritablement un système national d'assistance publique, avec la constitution d'un Service National de Santé (Εθνικό Σύστημα Υγείας) et d'un Centre National d'aide d'urgence (Εθνικό Κέντρο Άμεσης Βοήθειας).

### Assurances privées complémentaires
Le système hellénique de protection des assurances est un système d'assurance publique primaire et subsidiaire qui fonctionne sur la base d'assureurs autonomes qui constituent le premier pilier d'assurance en Grèce,.

## Classement
Les classements des systèmes de santé dans le monde sont établis annuellement par l'Organisation mondiale de la santé et par l'Organisation de coopération et de développement économiques dont toutes les données statistiques sont consultables en ligne.
La Grèce compte 48 lits pour 600 habitants : c'est plus que l'Italie, le Royaume-Uni (39 lits) et que l'Espagne (34 lits), mais c'est moins que la France (72 lits) et l'Allemagne (83 lits). Selon les rapports de l'OMS en 2000, en 2009 et 2019, le système de sécurité sociale hellénique se situe au 14e rang mondial : à titre de comparaison, la France occupe la 1re place, le Japon la 5e, le Luxembourg à la 16e, le Royaume-Uni à la 18e et l'Allemagne la 25e.

## Dépenses
Les dépenses de santé de la Grèce sont dans la moyenne des dépenses des autres pays développés de l'OCDE, quoique la crise eût amorcé une période d'austérité.
|             | 2000 | 2009  | 2015  | 2018  |
| ----------- | ---- | ----- | ----- | ----- |
| Grèce       | 7, 2 | 9, 1  | 8, 1  | 7, 8  |
| Allemagne   | 9,8  | 10, 7 | 11, 1 | 11, 2 |
| Italie      | 7, 6 | 8, 8  | 9     | 8, 8  |
| France      | 9,6  | 11, 3 | 11,5  | 11, 2 |
| Royaume-Uni | 6    | 8, 4  | 7, 4  | 7, 2  |